# Deutsche Leichtathletik-Meisterschaften 1990
Die 90. Deutschen Leichtathletik-Meisterschaften wurden vom 10. bis zum 12. August 1990 im Düsseldorfer Rheinstadion ausgetragen.

## Letzte deutsche Leichtathletikmeisterschaften nach dem Mauerfall
Es waren die letzten Meisterschaften bei den Leichtathleten, die bundesdeutsche Sportler getrennt von den Sportlern der ehemaligen DDR durchführten.

## Wettbewerbsprogramm
Bei den Frauen wurde – im Hauptprogramm – erstmals ein Wettbewerb im Bahngehen ausgetragen. Die Streckenlänge betrug 5 Kilometer.

## Ausgelagerte Disziplinen
Außerdem gab es wieder zahlreiche Disziplinen, deren Meisterschaften an anderen Orten stattfanden, in der folgenden Auflistung in chronologischer Reihenfolge benannt.
- Crossläufe – Rheinzabern, 10. März mit Einzel-/Mannschaftswertungen für Frauen und Männer auf jeweils zwei Streckenlängen (Mittel-/Langstrecke)
- Straßenlauf (Frauen: 15 km)/(Männer: 25 km) – Husum, 21. April mit Einzel-/Mannschaftswertungen für Frauen und Männer
- 100-km-Straßenlauf – Hanau, 28. April mit Einzel-/Mannschaftswertungen für Frauen und Männer[2]
- Berglauf – Isny im Allgäu, 17. Juni im Rahmen des Schwarzen-Grat-Berglaufs mit jeweils Einzelwertungen für Frauen und Männer sowie einer Mannschaftswertung für die Männer
- Mehrkämpfe (Frauen: Siebenkampf)/(Männer: Zehnkampf) – Salzgitter, 21./22. Juli mit Einzel- und Mannschaftswertungen
- Langstaffeln, Frauen: 3 × 800 m/Männer: 4 × 800 m und 4 × 1500 m – Heilbronn, 22. Juli im Rahmen der Deutschen Jugendmeisterschaften
- Marathonlauf – im Rahmen des Rotkreuz-Marathons in Karlsruhe, 7. Oktober mit Einzel-/Mannschaftswertungen für Frauen und Männer[3]
- 10-km-Gehen (Frauen)/50-km-Gehen (Männer) – Baunatal, 14. Oktober mit jeweils Einzelwertungen für Frauen und Männer sowie einer Mannschaftswertung für die Männer

## Medaillengewinner Männer
Die folgende Übersicht fasst die Medaillengewinner und -gewinnerinnen zusammen. Eine ausführlichere Übersicht mit den jeweils ersten acht in den einzelnen Disziplinen findet sich unter dem Link Deutsche Leichtathletik-Meisterschaften 1990/Resultate.
| Disziplin                                   | Gold                                                                              | Leistung       | Silber                                                                        | Leistung       | Bronze                                                                           | Leistung       |
| ------------------------------------------- | --------------------------------------------------------------------------------- | -------------- | ----------------------------------------------------------------------------- | -------------- | -------------------------------------------------------------------------------- | -------------- |
| 100 m (Wind: +0,2)                          | Peter Klein (Salamander Kornwestheim)                                             | 10,47 s00      | Wolfgang Haupt (LG Bayer Leverkusen)                                          | 10,47 s00      | Arnold Zawitzki (LAV Bayer Uerdingen/Dormagen)                                   | 10,48 s00      |
| 200 m (Wind: +0,6)                          | Peter Klein (Salamander Kornwestheim)                                             | 20,79 s00      | Dirk Schweisfurth (TV Wattenscheid 01)                                        | 20,94 s00      | Michael Schwab (VfL Sindelfingen)                                                | 20,97 s00      |
| 400 m                                       | Norbert Dobeleit (TV Wattenscheid 01)                                             | 45,22 s00      | Edgar Itt (TV Gelnhausen)                                                     | 46,32 s00      | Ulrich Schlepütz (ASV Köln)                                                      | 46,33 s00      |
| 800 m                                       | Jussi Udelhoven (LG Bayer Leverkusen)                                             | 1:49,92 min    | Joachim Dehmel (SpVgg. Feuerbach)                                             | 1:50,39 min    | Peter Braun (LG Tuttlingen)                                                      | 1:50,68 min    |
| 1500 m                                      | Eckhardt Rüter (VfL Wolfsburg)                                                    | 3:40,34 min    | Steffen Brand (TV Wattenscheid 01)                                            | 3:41,63 min    | Christoph Meyers (BTS Bremen-Neustadt)                                           | 3:41,63 min    |
| 5000 m                                      | Steffen Brand (TV Wattenscheid 01)                                                | 14:19,57 min   | Christian Husmann (TK Hannover)                                               | 14:21,15 min   | Markus Neukirch (SV Saar 05 Saarbrücken)                                         | 14:22,03 min   |
| 10.000 m                                    | Kurt Stenzel (ASC Darmstadt)                                                      | 28:59,52 min   | Markus Pingpank (LC Hannover)                                                 | 29:09,85 min   | Thomas Marx (ASV Köln)                                                           | 29:18,30 min   |
| 25-km-Straßenlauf                           | Kurt Stenzel (ASC Darmstadt)                                                      | 1:18:25 h0000  | Reiner Gutschank (PSV Grün-Weiß Kassel)                                       | 1:18:57 h0000  | Christian Husmann (TK Hannover)                                                  | 1:19:09 h0000  |
| 25-km-Straßenlauf, Mannschaftswertung       | SV Saar 05 SaarbrückenUwe Hartmann Alfred Knickenberg Alexander Gunkel            | 4:00:57 h0000  | VfL WaldkraiburgMichael Spöttel Udo Reeh Christoph Herle                      | 4:02:29 h0000  | OSC BerlinIngo Sensburg Martin Seeber Peter Spahn                                | 4:03:55 h0000  |
| Marathon                                    | Josef Oefele (LAC München)                                                        | 2:16:54 h0000  | Hans Pfisterer (LG Frankfurt)                                                 | 2:16:54 h0000  | Michael Braun (TV Geiselhöring)                                                  | 2:16:57 h0000  |
| Marathon, Mannschaftswertung                | LAC Quelle Fürth/MünchenEike Loch Franz Hornberger Alexander Schatz               | 7:01:59 h0000  | LG FrankfurtHans Pfisterer Rainer Hilt                                        | 7:08:10 h0000  | LG Andernach-NeuwiedEdmund Kaul Erik Simonis Gerhard Jäger                       | 7:08:28 h0000  |
| 100-km-Straßenlauf                          | Charly Doll (Freiburger FC)                                                       | 6:29:34 h0000  | Herbert Cuntz (TV Offenbach/Queich)                                           | 6:41:04 h0000  | Hartmut Häber (Triathlon Hub/Nürnberg)                                           | 6:50:49 h0000  |
| 100-km-Straßenlauf, Mannschaftswertung      | Triathlon Hub NürnbergHartmut Häber Manfred Träger Karl-Heinz Neudeck             | 21:28:02 h0000 | VfL WolfsburgHelmut Dreyer Hans-Günter Wolff Herbert Becker                   | 21:32:36 h0000 | LTF MarpingenRobert Feller Franz Feller Stefan Feller                            | 21:45:26 h0000 |
| 110 m Hürden (Wind: −1,4)                   | Florian Schwarthoff (TV Heppenheim)                                               | 13,45 s00      | Dietmar Koszewski (LAC Halensee Berlin)                                       | 13,50 s00      | Stefan Mattern (TK Hannover)                                                     | 13,73 s00      |
| 400 m Hürden                                | Carsten Köhrbrück (LAC Halensee Berlin)                                           | 49,89 s00      | Olaf Hense (LG Olympia Dortmund)                                              | 49,65 s00      | Udo Schiller (LG Olympia Dortmund)                                               | 49,91 s00      |
| 3000 m Hindernis                            | Michael Heist (ASC Darmstadt)                                                     | 8:34,78 min    | Martin Strege (LG Baunatal/ACT Kassel)                                        | 8:36,69 min    | Hubert Karl (LAC Quelle Fürth/München)                                           | 8:37,43 min    |
| 4 × 100 m Staffel                           | TV Wattenscheid 01Dietmar Schulte Dirk Schweisfurth Norbert Dobeleit Werner Zaske | 39,62 s00      | LG Bayer LeverkusenSchu Ralf Lübke Johannes Wischerhoff Wolfgang Haupt        | 40,09 s00      | SV Salamander KornwestheimKlaus Just Holger Lutz Peter Klein Jürgen Hein         | 40,10 s00      |
| 4 × 400 m Staffel                           | ASV KölnAnselm Schuster Klaus-Christian Weigeldt Alexander Adam Ulrich Schlepütz  | 3:06,31 min    | Eintracht FrankfurtLars Klingenberg Uwe Schmitt Bodo Kuhn Mark Henrich        | 3:07,15 min    | LG VfB/Kickers StuttgartJürgen Mehl Ralph Pfersich Rolf Setzer Volker Höschele   | 3:07,59 min    |
| 4 × 800 m Staffel                           | LG Bayer LeverkusenOliver Klaudt Frank Casper Harald Andrä Jussi Udelhoven        | 7:18,12 min    | LAV EssenOliver Gossmann Christoph Große-Rhode Markus Trines Torsten Kallweit | 7:19,08 min    | Eintracht FrankfurtUwe Schmidt Thomas Oswald Bodo Kuhn Mark Henrich              | 7:19,42 min    |
| 4 × 1500 m Staffel                          | ASC DarmstadtO. Lübke Kurt Stenzel Ralf Eckert Daniel Gottschall                  | 15:17,23 min   | LG Bayer LeverkusenMartin Bremer Ernst Ludwig Burkhard Wagner Imram Sillah    | 15:17,92 min   | TV Wattenscheid 01Enneper Michael Fietz Volker Welzel Uwe Mönkemeyer             | 15:18,09 min   |
| 20-km-Gehen                                 | Robert Ihly (LFV Schutterwald)                                                    | 1:25:19 h0000  | Volkmar Scholz (Berliner SV 1892)                                             | 1:27:33 h0000  | Stefan Krausch (LG Olympia Dortmund)                                             | 1:30:55 h0000  |
| 20-km-Gehen, Mannschaftswertung             | Berliner SV 1892Volkmar Scholz Andreas Hühmer Detlev Winkler                      | 4:31:34 h0000  | LFV SchutterwaldRobert Ihly Detlef Heitmann Adam                              | 4:38:17 h0000  | LAC Quelle Fürth/MünchenManfred Kreutz Peter Zanner Wolfgang Wiedemann           | 4:51:33 h0000  |
| 50 km Gehen                                 | Robert Ihly (LFV Schutterwald)                                                    | 4:00:23 h0000  | Volkmar Scholz (Berliner SV 1892)                                             | 4:01:42 h0000  | Manfred Kreutz (LAC Quelle Fürth/München)                                        | 4:07:36 h0000  |
| 50 km Gehen, Mannschaftswertung             | LFV SchutterwaldRobert Ihly Horst Kiepert Detlef Heitmann                         | 13:23:30 h0000 | Berliner SV 1892Volkmar Scholz Oliver Oefelein Reiner Offel                   | 13:26:06 h0000 | LG Boppard / Bad SalzigMichael Tryankowski Rainer Tryankowski Rudolf Tryankowski | 14:43:02 h0000 |
| Hochsprung                                  | Dietmar Mögenburg (TV Wattenscheid 01)                                            | 2,33 m         | Ralf Sonn (TSG Akus Weinheim)                                                 | 2,31 m         | Carlo Thränhardt (LG Bayer Leverkusen)                                           | 2,27 m         |
| Stabhochsprung                              | Bernhard Zintl (LC Olympiapark München)                                           | 5,50 m         | Helmar Schmidt (LC Olympiapark München)                                       | 5,40 m         | Kai Atzbacher (LG Frankfurt)                                                     | 5,30 m         |
| Weitsprung                                  | Dietmar Haaf (SV Salamander Kornwestheim)                                         | 7,90 m         | Jürgen Wörner (TB Bad Cannstatt)                                              | 7,74 m         | Heiko Reski (TV Wattenscheid 01)                                                 | 7,73 m         |
| Dreisprung                                  | Ralf Jaros (TV Wattenscheid 01)                                                   | 16,97 m        | Kersten Wolters (LG Hammer Park Hamburg)                                      | 16,44 m        | Peter Bouschen (DJK Agon 08 Düsseldorf)                                          | 16,37 m        |
| Kugelstoßen                                 | Kalman Konya (Salamander Kornwestheim)                                            | 20,13 m        | Bernd Kneißler (LG Bayer Leverkusen)                                          | 20,01 m        | Karsten Stolz (TV Wattenscheid 01)                                               | 19,79 m        |
| Diskuswurf                                  | Wolfgang Schmidt (LG VfB/Kickers Stuttgart)                                       | 66,12 m        | Rolf Danneberg (LG Bayer Leverkusen)                                          | 64,44 m        | Alois Hannecker (LC Olympiapark München)                                         | 62,16 m        |
| Hammerwurf                                  | Heinz Weis (LG Bayer Leverkusen)                                                  | 79,78 m        | Claus Dethloff (MTV Lübeck)                                                   | 75,52 m        | Christoph Sahner (TV Wattenscheid 01)                                            | 75,42 m        |
| Speerwurf                                   | Peter Blank (USC Mainz)                                                           | 82,82 m        | Peter Schreiber (LG Bayer Leverkusen)                                         | 81,54 m        | Klaus Tafelmeier (LG Bayer Leverkusen)                                           | 80,98 m        |
| Zehnkampf                                   | Michael Kohnle (TS Göppingen)                                                     | 8289 P         | Frank Müller (TV Norden)                                                      | 8256 P         | Thorsten Dauth (TG Groß-Karbern)                                                 | 8040 P         |
| Zehnkampf, Mannschaftswertung               | USC MainzPeter Blank Udo Jacobasch Christian Deick                                | 22.735 P       | LG Bayer LeverkusenHelge Günther Kurowski Lars Knut                           | 22.167 P       | TV NordenFrank Müller Robert Zander Gerd Kleemann                                | 22.107 P       |
| Crosslauf Mittelstrecke – 3,6 km            | Ralf Eckert (ASC Darmstadt)                                                       | 10:58 min00    | Volker Welzel (TV Wattenscheid 01)                                            | 10:59 min00    | Wolfgang Heitzer (LG Regensburg)                                                 | 11:01 min00    |
| Crosslauf Mittelstrecke, Mannschaftswertung | ASC DarmstadtRalf Eckert Daniel Gottschall Michael Heist                          | Pl.-Ziff. 25   | TV Wattenscheid 01Volker Welzel Uwe Mönkemeyer Rüdiger Stenzel                | Pl.-Ziff. 34   | TK HannoverChristian Husmann Olaf Pfennig Wolfgang Schreiber                     | Pl.-Ziff. 37   |
| Crosslauf Langstrecke – 9,5 km              | Detlef Schwarz (Hamburger SV)                                                     | 29:58 min00    | Heinz-Bernd Bürger (LC Euskirchen)                                            | 30:01 min00    | Markus Pingpank (LC Hannover)                                                    | 30:10 min00    |
| Crosslauf Langstrecke, Mannschaftswertung   | SV Saar 05 SaarbrückenMarkus Neukirch Christoph Benzmüller Alfred Knickenberg     | Pl.-Ziff. 55   | VfL WaldkraiburgChristoph Herle Michael Spöttel Joachim Heim                  | Pl.-Ziff. 55   | ASV KölnThomas Marx Günter Ziwey Axel Wehmeier                                   | Pl.-Ziff. 58   |
| Berglauf, Schwarzer-Grat-Berglauf           | Wolfgang Münzel (LG Frankfurt)                                                    | 38:46 min00    | Guido Dold (Post-SV Jahn Freiburg)                                            | 38:50 min00    | Uwe Hartmann (SV Saar 05 Saarbrücken)                                            | 39:00 min00    |
| Berglauf, Mannschaftswertung                | Post-SV Jahn FreiburgGuido Dold Dirk Debertin Herbert Steffny                     | 1:58:21 h      | SV Saar 05 SaarbrückenUwe Hartmann Alfred Knickenberg Werner Dörrenbächer     | 2:00:05 h      | LG FrankfurtWolfgang Münzel Dirk Bischoff Volker Isigkeit                        | 2:01:16 h      |

## Medaillengewinnerinnen Frauen
| Disziplin                                     | Gold                                                                      | Leistung       | Silber                                                                    | Leistung                 | Bronze                                                                      | Leistung                          |
| --------------------------------------------- | ------------------------------------------------------------------------- | -------------- | ------------------------------------------------------------------------- | ------------------------ | --------------------------------------------------------------------------- | --------------------------------- |
| 100 m (Wind: −0,5)                            | Ulrike Sarvari (VfL Sindelfingen)                                         | 11,32 s00      | Silke-Beate Knoll (LG Olympia Dortmund)                                   | 11,42 s00                | Andrea Thomas geb. Bersch (VfL Sindelfingen)                                | 11,43 s00                         |
| 200 m                                         | Silke-Beate Knoll (LG Olympia Dortmund)                                   | 22,48 s00      | Andrea Thomas geb. Bersch (VfL Sindelfingen)                              | 23,01 s00                | Andrea Hagen (VfL Wolfsburg)                                                | 23,71 s00                         |
| 400 m                                         | Karin Janke (VfL Wolfsburg)                                               | 50,64 s00      | Helga Arendt (LG Olympia Dortmund)                                        | 52,10 s00                | Linda Kisabaka (LG Bayer Leverkusen)                                        | 52,61 s00                         |
| 800 m                                         | Gabriela Lesch (Eintracht Frankfurt)                                      | 2:00,45 min    | Karin Lix (TV Gelnhausen)                                                 | 2:01,66 min              | Sabine Zwiener (LG VfB/Kickers Stuttgart)                                   | 2:02,76 min                       |
| 1500 m                                        | Vera Michallek geb. Steiert (Eintracht Frankfurt)                         | 4:17,74 min    | Rita Marquardt (LC Olympiapark München)                                   | 4:18,23 min              | Birgit Horak (LC Paderborn)                                                 | 4:18,45 min                       |
| 3000 m                                        | Claudia Metzner (BV Teutonia Lanstrop)                                    | 9:17,78 min    | Claudia Borgschulze (LG Olympia Dortmund)                                 | 9:23,47 min              | Sabine Mann (ASV Köln)                                                      | 9:26,79 min                       |
| 10.000 m                                      | Kerstin Preßler (LAC Halensee Berlin)                                     | 32:27,51 min   | Iris Biba (DJK Freigericht)                                               | 32:57,66 min             | Tanja Kalinowski (ASV Köln)                                                 | 33:33,21 min                      |
| 15-km-Straßenlauf                             | Kerstin Preßler (LAC Halensee Berlin)                                     | 50:48 min      | Jutta Karsch (LG Olympia Dortmund)                                        | 51:45 min                | Elke Hoffmann (TV Hatzenbühl)                                               | 52:44 min                         |
| 15-km-Straßenlauf, Mannschaftswertung         | LG Olympia DortmundJutta Karsch Christina Mai Birgit Reefschläger         | 2:39:23 h0000  | ASV KölnAnnabel Holtkamp Sabine Mann Ute Jenke                            | 2:44:08 h0000            | LG RegensburgBeate Waeber Anita Höcherl Martina Schwarz                     | 2:48:40 h0000                     |
| Marathon                                      | Gabriela Wolf (LG Olympia Dortmund)                                       | 2:36:47 h0000  | Annabel Holtkamp (ASV Köln)                                               | 2:39:50 h0000            | Hildegard Mockenhaupt (LG Sieg)                                             | 2:45:28 h0000                     |
| Marathon, Mannschaftswertung                  | TV 1862 GeiselhöringTraudl Haselbeck Ilse Rühlemann Heidi Neuberger       | 9:03:39 h0000  | LG RegensburgAnita Höcherl Martina Schwarz Gabriele Wendl                 | 9:13:27 h0000            | TG Viktoria AugsburgGisela Landherr Kathrin Hirschberger Barbara Zimmermann | 9:15:37 h0000                     |
| 100-km-Straßenlauf                            | Birgit Lennartz (ASV Sankt Augustin)                                      | 7:18:57 h0000  | Hannelore Zehendner (TVDÄ Hanau)                                          | 7:58:54 h0000            | Monika Kuno (OSC Hoechst)                                                   | 8:01:33: h0000                    |
| 100-km-Straßenlauf, Mannschaftswertung        | TVDÄ HanauHannelore Zehendner Iris Reuter Astrid Benöhr                   | 24:53:26 h0000 | SCC BerlinSigrid Lomsky Christl Heine Helga Backhaus                      | 25:26:08 h0000           | nur 2 Mannschaften in der Wertung                                           | nur 2 Mannschaften in der Wertung |
| 100 m Hürden (Wind: −0,5)                     | Gabi Lippe (MTG Mannheim)                                                 | 12,82 s00      | Claudia Zaczkiewicz geb. Reidick (TSG Akus Weinheim)                      | 13,00 s00                | Petra Hassinger (SCC Berlin)                                                | 13,23 s00                         |
| 400 m Hürden                                  | Silvia Rieger (TSV Eintracht Hinte)                                       | 55,18 s00      | Gudrun Abt (TSV Genkingen)                                                | 55,71 s00                | Ulrike Heinz (USC Freiburg)                                                 | 57,44 s00                         |
| 4 × 100 m Staffel                             | VfL WolfsburgBirgit Leinemann Karin Janke Andrea Hagen Rohmann            | 44,70 s00      | SG UlmKatharina Gaus Andrea Schmidt Claudia Gebhart Christina Gruhler     | 45,24 s00                | USC MainzChristiane Scharf Ute Siebertz Mona Steigauf Monika Hirsch         | 46,46 s00                         |
| 4 × 400 m Staffel                             | LG Olympia DortmundStratmann Ruth Scheppan Helga Arendt Silke-Beate Knoll | 3:34,78 min    | SCC BerlinSandra Seuser Anja Wilhelm Ines Conradi Nicole Leistenschneider | 3:37,52 min              | Kieler TBAntje Walter Claudia Dickow Karen Hartmann Martina Wenners         | 3:43,02 min                       |
| 3 × 800 m Staffel                             | SCC BerlinInes Conradi Angela Wilhelm Nicole Leistenschneider             | 6:18,15 min    | ASV KölnSabine Mann Brigitte Kraus Sonja Kaufmann                         | 6:20,25 min              | Eintracht FrankfurtS. Schmidt Anke Lipfert Gabriela Lesch                   | 6:22,91 min                       |
| 5000-m-Bahngehen                              | Andrea Brückmann (LAZ Lahn-Aar-Diez)                                      | 21:55,31 min   | Brigitte Buck (LG Mainburg-Niederaichbach)                                | 23:43,94 min             | Renate Warz (LG Mainburg-Niederaichbach)                                    | 23:56,89 min                      |
| 10 km Gehen                                   | Renate Warz (LG Mainburg-Niederaichbach)                                  | 49:01 min00    | Brigitte Buck (LG Mainburg-Niederaichbach)                                | 49:53 min00              | Katharina Klukowski (LG Conti Waldeck)                                      | 50:34 min00                       |
| 10 km Gehen, Mannschaftswertung – inoffiziell | LG Mainburg-NiederaichbachRenate Warz Brigitte Buck Gabi Daffner          | 2:32:38 h0000  | Wertung nicht offiziell,                                                  | Wertung nicht offiziell, | da nur 1 Mannschaft am Start                                                | da nur 1 Mannschaft am Start      |
| Hochsprung                                    | Heike Henkel geb. Redetzky (LG Bayer Leverkusen)                          | 1,98 m         | Sabine Bramhoff (LC Paderborn)                                            | 1,94 m                   | Andrea Arens (SCC Berlin)                                                   | 1,92 m                            |
| Weitsprung                                    | Katrin Bartschat (Delmenhorster TV)                                       | 6,45 m         | Sabine Everts (LAV Bayer Uerdingen/Dormagen)                              | 6,42 m                   | Stefanie Hühn (LAC Halensee Berlin)                                         | 6,40 m                            |
| Kugelstoßen                                   | Claudia Losch (LAC Quelle Fürth/München)                                  | 20,30 m        | Stephanie Storp (VfL Wolfsburg)                                           | 19,34 m                  | Iris Plotzitzka (LAC Quelle Fürth/München)                                  | 19,14 m                           |
| Diskuswurf                                    | Ursula Kreutel (LG VfB/Kickers Stuttgart)                                 | 63,96 m        | Dagmar Galler (LG Bayer Leverkusen)                                       | 61,10 m                  | Silke Hachenberg (LG Bayer Leverkusen)                                      | 53,60 m                           |
| Speerwurf                                     | Brigitte Graune (LG Bayer Leverkusen)                                     | 63,58 m        | Manuela Alizadeh (OSC Berlin)                                             | 59,00 m                  | Ingrid Thyssen (LG Bayer Leverkusen)                                        | 58,72 m                           |
| Siebenkampf                                   | Birgit Clarius (MTV Ingolstadt)                                           | 6218 P         | Bettina Braag (Milsper TV)                                                | 5964 P                   | Christine Höss (TSV Schwaben Augsburg)                                      | 5850 P                            |
| Siebenkampf, Mannschaftswertung               | USC MainzChristiane Scharf Mona Steigauf Christiane Beinhauer             | 17.368 P       | LG Bayer LeverkusenAnke Straschewski Dagmar Federwisch Petzet             | 16.323 P                 | LG Nordwest HamburgUte Niendorf Birgit Maschler Claudia Liedtke             | 16.100 P                          |
| Crosslauf Mittelstrecke – 2,0 km              | Annette Hüls (Detmolder TV)                                               | 6:31 min00     | Ute Haak (LAC Quelle Fürth/München)                                       | 6:37 min00               | Claudia Metzner (BV Teutonia Lanstrop)                                      | 6:45 min00                        |
| Crosslauf Mittelstrecke, Mannschaftswertung   | LG GöttingenChristiane Finke Anja Winkelmann Almut Potschka               | Pl.-Ziff. 36   | LC Olympiapark MünchenEva Coqui Rita Marquardt Brigitte Brückner          | Pl.-Ziff. 45             | Hamburger SVMeike Wirdemann Astrid Bartels Sabine Kruska                    | Pl.-Ziff. 47                      |
| Crosslauf Langstrecke – 6,8 km                | Uta Pippig (LG VfB/Kickers Stuttgart)                                     | 23:48 min00    | Iris Biba (DJK Freigericht)                                               | 24:10 min00              | Christina Mai (LG Olympia Dortmund)                                         | 24:43 min00                       |
| Crosslauf Langstrecke, Mannschaftswertung     | ASV Köln ITanja Kalinowski Katrin Steinmetz Annabel Holtkamp              | Pl.-Ziff. 21   | LG Olympia DortmundChristina Mai Jutta Karsch Birgit Reefschläger         | Pl.-Ziff. 23             | ASV Köln IIAyla Tosun Ute Jenke Braun                                       | Pl.-Ziff. 45                      |
| Berglauf                                      | Birgit Lennartz (ASV Sankt Augustin)                                      | 46:13 min00    | Claudia Borgschulze (LG Olympia Dortmund)                                 | 47:47 min00              | Johanna Baumgartner (FC Haunstetten)                                        | 47:58 min00                       |

## Video
- Deutsche Leichtathletik-Meisterschaften 1990 Diskuswurf Wolfgang Schmidt 66,12 meter, youtube.com, abgerufen am 23. April 2021